# Byron Nieto
Byron Rodrigo Nieto Salinas (Recoleta, Región Metropolitana, Chile; 3 de febrero de 1998) es un futbolista profesional chileno que juega de lateral derecho o volante en Deportes Copiapó de la Primera División de Chile.

## Trayectoria
Estuvo en las divisiones inferiores de Universidad Católica hasta la Sub-15, cuando paso a Barnechea.

### Deportes Recoleta
Debutó en Deportes Recoleta, club al que fue cedido durante la temporada 2017, en la que jugó 13 encuentros y convirtió dos tantos, uno en la derrota por 2-1 ante San Antonio Unido y en el empate 2-2 frente a Deportes Melipilla.

### Barnechea
Aunque no consiguió el ascenso a Primera B, en 2018 jugó en esta división tras regresar de su cesión a Barnechea. En su única temporada con el club fue titular y disputó en total 32 partidos repartidos entre liga y Copa Chile. Anotó frente a Deportes Puerto Montt en el triunfo por 2-1 en la decimotercera fecha de la Primera B y en la goleada por 4-0 ante Deportes Santa Cruz en la primera fase de Copa Chile.

### Deportes Antofagasta
El 16 de noviembre de 2018 se confirmó su transferencia a Deportes Antofagasta de la Primera División de Chile tras la compra del 50% de su pase.

### Universidad Católica
Tras el descenso de Deportes Antofagasta en la temporada 2022, el 6 de diciembre de 2022 es anunciado como nuevo jugador de Universidad Católica, siendo cedido por toda la temporada 2023.

### Deportes Copiapó
El 29 de diciembre de 2023 se anuncia una nueva cesión del jugador, esta vez a Deportes Copiapó de la Primera División chilena.

## Estadísticas
| Club                         | Div.          | Temporada     | Liga  | Liga  | Copas nacionales | Copas nacionales | Torneos internacionales | Torneos internacionales | Total | Total |
| Club                         | Div.          | Temporada     | Part. | Goles | Part.            | Goles            | Part.                   | Goles                   | Part. | Goles |
| ---------------------------- | ------------- | ------------- | ----- | ----- | ---------------- | ---------------- | ----------------------- | ----------------------- | ----- | ----- |
| Deportes Recoleta · Chile    | 3.ª           | 2017          | 13    | 2     | —                | —                | —                       | —                       | 13    | 2     |
| Deportes Recoleta · Chile    | Total club    | Total club    | 13    | 2     | 0                | 0                | 0                       | 0                       | 13    | 2     |
| Barnechea · Chile            | 2.ª           | 2018          | 25    | 1     | 7                | 1                | —                       | —                       | 32    | 2     |
| Barnechea · Chile            | Total club    | Total club    | 25    | 1     | 7                | 1                | 0                       | 0                       | 32    | 2     |
| Deportes Antofagasta · Chile | 1.ª           | 2019          | 11    | 0     | —                | —                | —                       | —                       | 11    | 0     |
| Deportes Antofagasta · Chile | 1.ª           | 2020          | 30    | 1     | —                | —                | —                       | —                       | 30    | 1     |
| Deportes Antofagasta · Chile | 1.ª           | 2021          | 25    | 6     | —                | —                | 2                       | 0                       | 27    | 6     |
| Deportes Antofagasta · Chile | 1.ª           | 2022          | 27    | 1     | 1                | 0                | 6                       | 0                       | 34    | 1     |
| Deportes Antofagasta · Chile | 2.ª           | 2025          | 1     | 0     | 3                | 0                | —                       | —                       | 4     | 0     |
| Deportes Antofagasta · Chile | Total club    | Total club    | 94    | 8     | 4                | 0                | 8                       | 0                       | 106   | 8     |
| Universidad Católica · Chile | 1.ª           | 2023          | 24    | 0     | 4                | 0                | —                       | —                       | 28    | 0     |
| Universidad Católica · Chile | Total club    | Total club    | 24    | 0     | 4                | 0                | 0                       | 0                       | 28    | 0     |
| Deportes Copiapó · Chile     | 1.ª           | 2024          | 23    | 0     | 1                | 0                | —                       | —                       | 24    | 0     |
| Deportes Copiapó · Chile     | Total club    | Total club    | 23    | 0     | 1                | 0                | 0                       | 0                       | 24    | 0     |
| Total carrera                | Total carrera | Total carrera | 186   | 11    | 16               | 1                | 8                       | 0                       | 203   | 12    |
| 1. 2. 3.                     |               |               |       |       |                  |                  |                         |                         |       |       |